# Operación Ja-Já
Operación Ja-Já fue un programa humorístico de televisión argentino, creado por los hermanos Gerardo y Hugo Sofovich en la década de 1960, que contó con varias etapas y del que surgieron innumerable cantidad de artistas y personajes. No guarda ninguna relación, salvo el nombre, con el programa colombiano homónimo que dio origen en los años setenta a Sábados Felices, el programa de humor más antiguo de la televisión de ese país.

## Historia

### Primera etapa
En los años 1960 de la mano de los hermanos Gerardo y Hugo Sofovich nació este programa con sketches humorísticos, de los cuales hubo dos que pisaron fuerte: "La mesa de café", que luego derivó en "Polémica en el bar", con la actuación de Fidel Pintos, Jorge Porcel, Juan Carlos Altavista, Carlos Carella y Rodolfo Crespi; y "La peluquería de Fidel", que dio origen a "La peluquería de Don Mateo", con Pintos en el rol principal. Otros actores destacados que pasaron por este programa -algunos incluso hicieron su debut aquí- además de los mencionados, fueron Alberto Olmedo, Marcia Bell, Javier Portales, Vicente La Russa, Pepe Soriano, Alberto Irizar,  Carmen Morales, María Rosa Fugazot, Jorge Luz, y Adolfo García Grau. entre otros. Con el tiempo, "Polémica en el bar" tuvo su programa propio.
El eslogan del ciclo, que aparecía en la pantalla con grandes letras blancas sobre fondo negro era "El siguiente programa cómico es una cosa seria".
Por esos años, en 1966, también tuvo su versión en México, protagonizado, entre otros, por una joven Verónica Castro y Manuel Valdés "El Loco", hermano de Germán "Tin Tan" y Ramón, el "Don Ramón" de El chavo.

### Segunda etapa
En los primeros años de la década de 1980, Gerardo Sofovich, ya distanciado de su hermano Hugo, retoma las riendas de su creación en solitario. Realizó Operación Ja Ja ahora con "La peluquería..." como núcleo del mismo. Allí contó con la presencia de Porcel como don Mateo Popovich y Rolo Puente como el cliente, acompañados por 
María Rosa Fugazot y Adriana Brodsky como la madre y "la Nena", 
Carmen Morales como la manicura Alhelí (que solo decía "ji ji ji"), 
Luisa Albinoni como la rubia que telefoneaba a su madre con su clásico "¡Hola mami!",
Amalia "Yuyito" González como la jardinera,
Noemí Alan como "la Tana" periodista que le pedía a Don Mateo "il reportaggio",
la modelo Carla Rigg (en ese entonces conocida como Carmen Jakavicius),
y los entonces ignotos imitadores Carlos Russo y Miguel Ángel Cherutti, este último como el muñeco "Pirucho".
Otro sketch famoso fue el de "Los chetos", con Pablo Codevilla y Willy Ruano, donde a partir de un lenguaje muy particular, creado especialmente, vistieron sus personajes y lograron que muchos adoptaran sus frases en el habla cotidiana: "Hi manso" significaba "Hola amigo"; "Achicá el pánico" quería decir "No te vuelvas loco, tranquilizate"; "No pasa one" servía para decir "No pasa nada"; "Qué buen look" era "Qué bien se te ve"; "Tirame las agujas" quería decir "Dame la hora"; "cachorra" era una "chica"; "potra" era una "señora que estaba muy bien"; a un tipo muy ordinario se le decía "bisagra" porque era dos veces "grasa"; a uno muy pesado se lo llamaba "remercúrico" por ser más pesado que el plomo; "curtir" era "tomar, beber o usar", por ejemplo "curtir unos drinks" era tomar unos tragos, "curtir la onda cheta" era vestirse y actuar como tal, "curtir ropa de cuero" era usar esa vestimenta. "Las vibraciones chetas que llegan por el aire y uno las absorbebebe..." era como Ruano iba incorporabando las novedades de la "onda cheta" y se las transmitía a Codevilla que siempre estaba desinformado. Ambos jugaban respectivamente los roles del "tonto" y el "vivo" como Abbott y Costello o Laurel y Hardy.
En "La Voz del Rioba", Altavista y La Russa como "Minguito" y "el Preso" (los mismos personajes que hacían en "Polémica...") eran reporteros de un periódico de barrio (de ahí el nombre, dicho al revés) y realizaban entrevistas a famosos.
También había otros sketches que derivaron en programas propios:
- las imitaciones que Mario Sapag hacía de las celebridades del momento -artistas, deportistas, políticos, etc.-, que luego dio origen a Las mil y una de Sapag;
- "El contra", con Juan Carlos Calabró como Renato Passalacqua y Gerardo Sofovich como partenaire, quien recibía invitados en un bar a los que Renato siempre les hacía la contra (de ahí el nombre).

Otras figuras recordadas de esta etapa fueron Cacho Bustamante y Amparito Castro.

### Tercera y cuarta etapas
En 1987 hubo una reedición por Canal 13 llamada El contra y el hijo de Don Mateo, que constaba de dos sketches. En el segundo con Emilio Disi en el rol principal, Gino Renni como "il Bello Gigí", Tristán Díaz Ocampo como el mozo (camarero) y Fugazot como la portera, continuando Puente, Morales y Albinoni con sus personajes.
En 1991, al pasar Sofovich a ATC, trasladó aquí sus ciclos La noche del domingo (que venía haciendo desde 1987) y Polémica en el bar (nueva etapa iniciada en 1990), realizando también Operación Ja Ja aunque por muy poco tiempo.
En los años siguientes, "La peluquería de Don Mateo" inspiró a varios ciclos, con diversos actores y personajes pero manteniendo los gags.